# Barbora Hrzánová
Barbora Hrzánová (n. 22 aprilie 1964, České Budějovice, Republica Socialistă Cehă, Cehoslovacia) este o actriță cehă. Ea a câștigat premiul Alfréd Radok pentru cea mai bună actriță în 1994 pentru rolul Zarečná în piesa Pescărușul la Teatrul de la Balustradă (Divadlo Na zábradlí) din Praga. La premiile Thalia din 2003 a câștigat premiul pentru cea mai bună actriță într-o piesă pentru rolul Helenka Součková în piesa Hrdý Budžes la Teatrul Antonín Dvořák din Příbram. Este căsătorită cu actorul ceh Radek Holub, cu care joacă deseori pe scenă.
A apărut ca doamna Malková, o poștăriță, în filmul din 1996, Conspiratori ai plăcerii, regizat de Jan Švankmajer. 

## Biografie
Barbora Hrzánová s-a născut la 22 aprilie 1964, la České Budějovice. După absolvirea Facultății de Teatru a Academiei de Arte Performante (Divadelní fakulta Akademie múzických umění, DAMU) la Praga, ea a fost membră a trupei Teatrului Național (Národní divadlo). În 1993, s-a mutat la Teatrul Na zábradlí din Praga.
A debutat cinematografic în filmul Requiem pro panenku din 1992, regizat de Filip Renč.
În 1994, a câștigat premiul Alfréd Radok pentru cea mai bună actriță, pentru rolul Zarečná din piesa lui Anton Cehov, Pescărușul, rol jucat pe scena Teatrului de la Balustradă (Divadlo Na zábradlí) din Praga. 
Ea a fost nominalizată de trei ori la premiile Leul Ceh pentru cea mai bună actriță în rol secundar în filmele Díky za každé nové ráno din 1994, Conspiratori ai plăcerii din 1996 și Tigrul albastru din 2012 (ultimul regizat de Petr Oukropec).

## Legături externe
- Barbora Hrzánová la Internet Movie Database